# Camarosporium eucalypti
Camarosporium eucalypti är en svampart som beskrevs av Georg Winter 1886. Camarosporium eucalypti ingår i släktet Camarosporium, ordningen Botryosphaeriales, klassen Dothideomycetes, divisionen sporsäcksvampar och riket svampar.   Inga underarter finns listade i Catalogue of Life.